# 港七福神
港七福神（みなとしちふくじん）は東京都港区にある6社2寺をめぐる七福神めぐりである。一般的な七福神に「宝船」のみを祀る十番稲荷神社を加えて8寺社をめぐる。

## 港七福神の一覧
- 宝珠院 ‐ 弁財天
- 熊野神社 ‐ 恵比寿
- 十番稲荷神社 ‐ 宝船
- 大法寺 ‐ 大黒天
- 氷川神社 ‐ 毘沙門天
- 櫻田神社 ‐ 寿老人
- 天祖神社 ‐ 福禄寿
- 久国神社 ‐ 布袋尊